# Борець (Митищинський міський округ)
Боре́ць (рос. Борец) — селище у складі Митищинського міського округу Московської області, Росія.

## Населення
Населення — 38 осіб (2010; 28 у 2002).
Національний склад (станом на 2002 рік):
- росіяни — 96 %